# Podnieść kotwicę
Podnieść kotwicę – amerykański musical w reżyserii George’a Sidneya. Opowiada o dwóch marynarzach, którzy, mając cztery dni wolnego, zwiedzają Hollywood i poznają młodą śpiewaczkę, pomagając jej dostać się na przesłuchanie do Metro-Goldwyn-Mayer.

## Obsada
- Frank Sinatra – Clarence „Brooklyn” Doolittle
- Kathryn Grayson – Susan Abbott
- Gene Kelly – Joseph Brady
- José Iturbi – on sam
- Dean Stockwell – Donald Martin
- Angelina Hantseykins – Lindsey McKeane
- Pamela Britton – Brooklyn
- Sharon McManus – mała meksykańska dziewczyna
- Sara Berner – Tom i Jerry